# П'яно-ді-Сорренто
П'яно-ді-Сорренто (італ. Piano di Sorrento) — муніципалітет в Італії, у регіоні Кампанія,  метрополійне місто Неаполь.
П'яно-ді-Сорренто розташовані на відстані близько 220 км на південний схід від Рима, 27 км на південний схід від Неаполя.
Населення — 13 159 осіб (2014).
Щорічний фестиваль відбувається 29 вересня. Покровитель — святий Архангел Михаїл.

## Демографія
Населення за роками:

Станом на 1 січня 2023 року в муніципалітеті офіційно проживав 301 іноземець з 51 країни, серед них 42 громадяни країн Євросоюзу та 107 громадян України.

## Сусідні муніципалітети
- Мета
- Сант'Аньєлло
- Віко-Екуенсе